# Wykrzyknienie (składnia)
Wykrzyknienie – wypowiedzenie nieczasownikowe o charakterze emocjonalnym, do którego nie można wprowadzić czasownika w formie osobowej.
Jedyną funkcją wykrzyknień jest wyrażenie stosunku emocjonalnego osoby mówiącej do tematu wypowiedzi, czym różnią się od wypowiedzeń o zabarwieniu emocjonalnym, w których przypadku funkcja ekspresywna jest drugorzędna.
Wykrzyknienia stanowią najczęściej wykrzykniki (np. Psiakrew!), formy wołaczowe (np. Szubrawcze!) lub połączone związkami syntaktycznymi grupy wyrazów (np. Do stu tysięcy bomb i kartaczy!).
Wykrzyknienia na tle innych wypowiedzeń wyróżniają się charakterystyczną, najczęściej wznoszącą, intonacją.